# Arwad
Arwad (Arabisch:أرواد; Hebreeuws: אַרְוָד, Arvad), voorheen ook bekend als Arado (Grieks: Άραδο), Arados (Grieks: Άραδος), Arvad, Arpad, Arphad en Antiochia in Pieria (Grieks: Αντιόχεια της Πιερίας), is een bewoond Syrisch eiland in de Middellandse Zee dat 3 kilometer voor de kust van Tartous ligt.

## Geschiedenis
De naam Arvad staat in de Bijbel vernoemd als de plaats waar het volk van de Arvadieten vandaan kwamen. Het eiland ging deel uitmaken van Fenicië en werd een onafhankelijk koninkrijk onder Fenicische controle. Door Antiochus I Soter werd de plaats omgedoopt in Antiochia in Pieria. In de eeuw voor dat de Romeinen naar Syrië kwamen werd Arwad een plaats voor politieke vluchtelingen. Met deze status was het snel gedaan, toen Syrië door Pompeius Magnus werd toegevoegd aan het Romeinse Rijk.
In de tijd van de kruisvaarders was het eiland van groot strategisch belang voor de kruisvaarders. Na de val van Akko in 1291 was het eiland nog het enige bezit van de kruisvaarders aan de Syrische kust. Vanaf hier werden ook vele vluchtelingen getransporteerd naar Cyprus. Het eiland werd in 1302 officieel eigendom van de Tempeliers. Niet lang na deze gebeurtenis werd het eiland belegerd door de mammelukken en werd de stad ten slotte ingenomen.